# Trophonopsis orpheus
Trophonopsis orpheus är en snäckart som först beskrevs av Gould 1849.  Trophonopsis orpheus ingår i släktet Trophonopsis och familjen purpursnäckor. Inga underarter finns listade i Catalogue of Life.